# Comuna Hodîne, Hluhiv
Hodîne (în ucraineană Ходине) este o comună în raionul Hluhiv, regiunea Sumî, Ucraina, formată din satele Hodîne (reședința), Hudove și Volkivka.

## Demografie
Componența lingvistică a comunei Hodîne
     Rusă (93,66%)
     Ucraineană (6,34%)
Conform recensământului din 2001, majoritatea populației comunei Hodîne era vorbitoare de rusă (93,66%), existând în minoritate și vorbitori de ucraineană (6,34%).